# Veszélyeztetett növényfajok listája
Az alábbi a lista azokat az növényfajokat, illetve alfajokat tartalmazza, amelyek a Természetvédelmi Világszövetség Vörös Listáján a Veszélyeztetett besorolást kapták.
A lista a Vörös Lista 2010-es változatán alapszik. Eszerint 2316 növényfaj tartozik a „Veszélyeztetett” kategóriába.

## Bryophyta

### Anthocerotopsida

#### Anthocerotales

##### Anthocerotaceae
- Anthoceros neesii

### Bryopsida

#### Bryales

##### Amblystegiaceae
- Sciaromiopsis sinensis

##### Archidiaceae
- Archidium elatum

##### Bryaceae
- Orthodontopsis bardunovii

##### Bryoxiphiaceae
- Bryoxiphium madeirense

##### Dicranaceae
- Mitrobryum koelzii

##### Ditrichaceae
- Ditrichum cornubicum
- Skottsbergia paradoxa

##### Fabroniaceae
- Merrilliobryum fabronioides

##### Grimmiaceae
- Jaffueliobryum arsenei

##### Hookeriaceae
- Distichophyllum carinatum

##### Leskeaceae
- Mamillariella geniculata

##### Neckeraceae
- Thamnobryum fernandesii

##### Orthotrichaceae
- Orthotrichum truncato-dentatum

##### Pterobryaceae
- Renauldia lycopodioides

##### Sematophyllaceae
- Acritodon nephophilus

### Marchantiopsida

#### Jungermanniales

##### Jungermanniaceae
- Andrewsianthus ferrugineus
- Diplocolea sikkimensis

##### Lejeuneaceae
- Caudalejeunea grolleana
- Cladolejeunea aberrans
- Cololejeunea magnilobula
- Drepanolejeunea aculeata
- Drepanolejeunea bakeri
- Luteolejeunea herzogii
- Symbiezidium madagascariensis

##### Pleuroziaceae
- Eopleurozia simplicissima

##### Radulaceae
- Radula jonesii

##### Schistochilaceae
- Schistochila macrodonta

#### Marchantiales

##### Exormothecaceae
- Aitchisoniella himalayensis
- Stephensoniella brevipedunculata

#### Sphaerocarpales

##### Sphaerocarpaceae
- Geothallus tuberosus
- Sphaerocarpos drewei

## Lycopodiophyta

### Lycopodiopsida

#### Lycopodiales

##### Lycopodiaceae
- Huperzia hastata
- Huperzia loxensis

## Polypodiophyta

### Polypodiopsida

#### Blechnales

##### Aspleniaceae
- Asplenium virens

##### Blechnaceae
- Blechnum floresii
- Stenochlaena hainanensis

##### Dryopteridaceae
- Acrorumohra hasseltii
- Arachniodes squamulosa
- Cyrtomium hemionitis
- Phanerophlebiopsis tsiangiana
- Polystichum bulbiferum

##### Lomariopsidaceae
- Elaphoglossum engleri
- Elaphoglossum herpestes
- Elaphoglossum isophyllum
- Elaphoglossum nervosum
- Elaphoglossum spectabile

##### Thelypteridaceae
- Christella boydiae
- Christella wailele
- Thelypteris macra

##### Woodsiaceae
- Diplazium avitaguense
- Diplazium hieronymi
- Diplazium vesiculosum

#### Cyatheales

##### Cyatheaceae
- Alsophila esmeraldensis
- Cyathea heliophila
- Cyathea palaciosii

#### Davalliales

##### Oleandraceae
- Oleandra hainanensis

#### Dicksoniales

##### Dennstaedtiaceae
- Saccoloma laxum
- Saccoloma squamosum

#### Hymenophyllales

##### Hymenophyllaceae
- Hymenophyllum megistocarpum
- Hymenophyllum nanum

#### Plagiogyriales

##### Plagiogyriaceae
- Plagiogyria assurgens

#### Polypodiales

##### Grammitidaceae
- Calymmodon cucullatus
- Grammitis basalis
- Zygophlebia eminens

##### Polypodiaceae
- Neocheiropteris palmatopedata
- Solanopteris tuberosum

#### Pteridales

##### Adiantaceae
- Adiantum fengianum
- Adiantum sinicum
- Aleuritopteris squamosa
- Sinopteris grevilleoides

## Tracheophyta

### Coniferopsida

#### Coniferales

##### Araucariaceae
- Araucaria luxurians
- Araucaria rulei
- Araucaria scopulorum

##### Cephalotaxaceae
- Cephalotaxus hainanensis
- Cephalotaxus wilsoniana

##### Cupressaceae
- Callitris sulcata
- Calocedrus formosana
- Calocedrus rupestris
- Chamaecyparis formosensis
- Cupressus duclouxiana
- Cupressus dupreziana
- Fitzroya cupressoides
- Glyptostrobus pensilis
- Juniperus brevifolia
- Juniperus cedrus
- Juniperus gracilior
- Juniperus jaliscana
- Juniperus standleyi
- Libocedrus chevalieri
- Widdringtonia cedarbergensis
- Widdringtonia whytei

##### Pinaceae
- Abies fanjingshanensis
- Nothotsuga longibracteata
- Picea aurantiaca
- Picea chihuahuana
- Picea farreri
- Picea koyamae
- Picea neoveitchii
- Pinus amamiana
- Pinus culminicola
- Pinus maximartinezii
- Pinus rzedowskii
- Pinus wangii

##### Podocarpaceae
- Dacrydium comosum
- Dacrydium nausoriense
- Microstrobos fitzgeraldii
- Podocarpus angustifolius
- Podocarpus capuronii
- Podocarpus costalis
- Podocarpus deflexus
- Podocarpus globulus
- Podocarpus hispaniolensis
- Podocarpus humbertii
- Podocarpus laubenfelsii
- Podocarpus longifoliolatus
- Podocarpus nakaii
- Podocarpus pendulifolius
- Podocarpus purdieanus
- Podocarpus rostratus
- Retrophyllum minor

##### Taxaceae
- Amentotaxus hatuyenensis
- Amentotaxus yunnanensis
- Pseudotaxus chienii
- Torreya jackii

### Cycadopsida

#### Cycadales

##### Cycadaceae
- Cycas chamberlainii
- Cycas changjiangensis
- Cycas hainanensis
- Cycas megacarpa
- Cycas micronesica
- Cycas multipinnata
- Cycas platyphylla
- Cycas sp. nov. 'aculeata'
- Cycas sp. nov. 'hoabinhensis'
- Cycas taiwaniana

##### Zamiaceae
- Ceratozamia alvarezii
- Ceratozamia becerrae
- Ceratozamia hildae
- Ceratozamia matudae
- Ceratozamia morettii
- Ceratozamia sabatoi
- Ceratozamia whitelockiana
- Dioon holmgrenii
- Dioon sonorense
- Dioon tomasellii
- Encephalartos arenarius
- Encephalartos chimanimaniensis
- Encephalartos concinnus
- Encephalartos eugene-maraisii
- Encephalartos horridus
- Encephalartos kisambo
- Encephalartos lebomboensis
- Macrozamia conferta
- Macrozamia elegans
- Macrozamia flexuosa
- Macrozamia pauli-guilielmi
- Macrozamia spiralis
- Zamia cremnophila
- Zamia dressleri
- Zamia fischeri
- Zamia lacandona
- Zamia melanorrhachis
- Zamia purpurea
- Zamia skinneri
- Zamia variegata

### Ginkgoopsida

#### Ginkgoales

##### Ginkgoaceae
- Ginkgo biloba

### Liliopsida

#### Arales

##### Araceae
- Amorphophallus stuhlmannii
- Anthurium bucayanum
- Anthurium bushii
- Anthurium cutucuense
- Anthurium hieronymi
- Anthurium pichinchae
- Anthurium saccardoi
- Anthurium scaberulum
- Anthurium tenuifolium
- Chlorospatha besseae
- Chlorospatha cutucuensis
- Dracontium croatii
- Gonatopus marattioides
- Philodendron quitense
- Philodendron ventricosum
- Stenospermation arborescens
- Stylochaeton bogneri
- Xanthosoma eggersii

##### Lemnaceae
- Lemna ecuadoriensis

#### Arecales

##### Palmae
- Aiphanes grandis
- Aiphanes leiostachys
- Aiphanes verrucosa
- Alsmithia longipes
- Areca concinna
- Arenga micrantha
- Astrocaryum triandrum
- Bactris setiflora
- Balaka microcarpa
- Bentinckia nicobarica
- Borassus sambiranensis
- Brahea edulis
- Ceroxylon alpinum
- Ceroxylon amazonicum
- Chuniophoenix hainanensis
- Clinostigma samoense
- Copernicia ekmanii
- Cryosophila bartlettii
- Cyphosperma voutmelensis
- Deckenia nobilis
- Dypsis ampasindavae
- Dypsis antanambensis
- Dypsis basilonga
- Dypsis bejofo
- Dypsis boiviniana
- Dypsis decipiens
- Dypsis dransfieldii
- Dypsis faneva
- Dypsis rivularis
- Dypsis sahanofensis
- Dypsis tsaravotsira
- Gaussia spirituana
- Geonoma irena
- Hyophorbe indica
- Kentiopsis oliviformis
- Latania loddigesii
- Latania lontaroides
- Latania verschaffeltii
- Lemurophoenix halleuxii
- Livistona drudei
- Masoala kona
- Neoveitchia storckii
- Parajubaea sunkha
- Parajubaea torallyi
- Phytelephas tumacana
- Plectocomia microstachys
- Pritchardia forbesiana
- Pritchardia glabrata
- Pritchardia lanaiensis
- Pritchardia lanigera
- Pritchardia perlmanii
- Pritchardia remota
- Ptychosperma gracile
- Ptychosperma hentyi
- Ravenea albicans
- Ravenea hildebrandtii
- Ravenea julietiae
- Ravenea lakatra
- Ravenea louvelii
- Ravenea nana
- Ravenea xerophila
- Roystonea dunlapiana
- Roystonea stellata
- Sabal bermudana
- Satranala decussilvae
- Syagrus macrocarpa
- Trachycarpus nana
- Veitchia montgomeryana
- Wettinia hirsuta
- Wettinia minima

#### Bromeliales

##### Bromeliaceae
- Aechmea kentii
- Aechmea manzanaresiana
- Aechmea tayoensis
- Guzmania albescens
- Guzmania alcantareoides
- Guzmania condorensis
- Guzmania ecuadorensis
- Guzmania fuerstenbergiana
- Guzmania fuquae
- Guzmania henniae
- Guzmania osyana
- Guzmania roseiflora
- Guzmania rubrolutea
- Mezobromelia fulgens
- Pepinia alexanderi
- Pepinia hooveri
- Pitcairnia aequatorialis
- Pitcairnia alata
- Pitcairnia bergii
- Pitcairnia caduciflora
- Pitcairnia clarkii
- Pitcairnia lutescens
- Pitcairnia oblongifolia
- Pitcairnia reflexiflora
- Puya angelensis
- Puya parviflora
- Puya raimondii
- Puya roseana
- Racinaea inconspicua
- Racinaea tripinnata
- Ronnbergia campanulata
- Tillandsia acosta-solisii
- Tillandsia cernua
- Tillandsia demissa
- Tillandsia indigofera
- Tillandsia nervisepala
- Tillandsia pachyaxon
- Tillandsia polyantha
- Tillandsia portillae
- Tillandsia rubroviolacea
- Tillandsia umbellata
- Tillandsia zarumensis
- Vriesea appendiculata
- Vriesea drewii
- Vriesea petraea
- Vriesea strobeliae
- Werauhia diantha

#### Commelinales

##### Commelinaceae
- Floscopa mannii

#### Cyclanthales

##### Cyclanthaceae
- Asplundia domingensis
- Asplundia nonoensis
- Asplundia truncata
- Dicranopygium campii
- Dicranopygium coma-pyrrhae

#### Cyperales

##### Cyperaceae
- Carex azuayae
- Carex toreadora
- Hypolytrum pseudomapanioides
- Scleria afroreflexa
- Uncinia lacustris

##### Gramineae
- Agrostis trachychlaena
- Andropogon lanuginosus
- Andropogon scabriglumis
- Bothriochloa campii
- Calamagrostis brevipaleata
- Calamagrostis hillebrandii
- Festuca densipaniculata
- Muhlenbergia palmirensis
- Neurolepis elata
- Panicum acostia
- Paspalum azuayense
- Paspalum soboliferum
- Pharus ecuadoricus
- Uniola condensata

#### Liliales

##### Aloaceae
- Aloe ballii
- Aloe ballyi
- Aloe brandhamii
- Aloe erinacea
- Aloe kilifiensis
- Aloe peglerae
- Aloe penduliflora

##### Alstroemeriaceae
- Bomarea ceratophora
- Bomarea chimborazensis
- Bomarea uncifolia

##### Amaryllidaceae
- Eucharis astrophiala
- Eucrosia aurantiaca
- Narcissus alcaracensis
- Narcissus bugei
- Narcissus longispathus
- Narcissus radinganorum
- Phaedranassa brevifolia
- Phaedranassa glauciflora
- Phaedranassa tunguraguae
- Phaedranassa viridiflora

##### Anthericaceae
- Chlorophytum sp. nov.

##### Asparagaceae
- Asparagus usambarensis

##### Asphodelaceae
- Kniphofia reflexa

##### Dioscoreaceae
- Dioscorea chimborazensis
- Dioscorea choriandra

##### Dracaenaceae
- Dracaena concinna
- Dracaena floribunda
- Dracaena ombet
- Dracaena serrulata
- Pleomele fernaldii
- Pleomele forbesii
- Pleomele hawaiiensis

##### Hyacinthaceae
- Ledebouria insularis

#### Orchidales

##### Burmanniaceae
- Gymnosiphon usambaricus

##### Orchidaceae
- Acanthephippium sinense
- Aerides lawrenciae
- Amesiella philippensis
- Amitostigma bifoliatum
- Amitostigma capitatum
- Amitostigma hemipilioides
- Amitostigma simplex
- Amitostigma tetralobum
- Amitostigma yuanum
- Angraecum sanfordii
- Anoectochilus zhejiangensis
- Bulbophyllum modicum
- Bulbophyllum pandanetorum
- Bulbophyllum rubrolabellum
- Bulbophyllum tokioi
- Bulleyia yunnanensis
- Calanthe yuana
- Changnienia amoena
- Cheirostylis inabai
- Cymbidium defoliatum
- Cymbidium nanulum
- Cypripedium farreri
- Cypripedium fasciolatum
- Cypripedium formosanum
- Cypripedium franchetii
- Cypripedium lichiangense
- Cypripedium margaritaceum
- Dendrobium changjiangense
- Dendrobium flexicaule
- Dendrobium guangxiense
- Dendrobium leptocladum
- Dendrobium lohohense
- Dendrobium minutiflorum
- Dendrobium sinense
- Dendrobium wilsonii
- Diaphananthe bueae
- Disperis kamerunensis
- Disperis nitida
- Eulophia coddii
- Eulophia taiwanensis
- Gastrodia tuberculata
- Genyorchis micropetala
- Gymnadenia bicornis
- Gymnadenia crassinervis
- Habenaria batesii
- Habenaria mossii
- Hemipilia amesiana
- Hemipilia crassicalcara
- Hemipilia cruciata
- Hemipilia henryi
- Holcoglossum quasipinifolium
- Holopogon smithianus
- Liparis bautingensis
- Manniella cypripedioides
- Neottianthe camptoceras
- Panisea yunnanensis
- Paphiopedilum armeniacum
- Paphiopedilum barbigerum
- Paphiopedilum ciliolare
- Paphiopedilum dianthum
- Phalaenopsis lindenii
- Platanthera praeclara
- Pleione forrestii
- Polystachya cooperi
- Polystachya farinosa
- Polystachya geniculata
- Polystachya superposita
- Smithorchis calceoliformis
- Vanda javierae
- Vanda scandens
- Vanilla somai

#### Pandanales

##### Pandanaceae
- Pandanus lacuum

#### Zingerberales

##### Marantaceae
- Calathea anulque
- Calathea chimboracensis
- Calathea hagbergii
- Calathea ischnosiphonoides
- Calathea libbyana
- Calathea roseobracteata
- Marantochloa mildbraedii
- Monotagma rudanii
- Sarcophrynium villosum

### Magnoliopsida

#### Apiales

##### Araliaceae
- Brassaiopsis acuminata
- Brassaiopsis kwangsiensis
- Cheirodendron dominii
- Eleutherococcus brachypus
- Eleutherococcus cuspidatus
- Eleutherococcus setulosus
- Eleutherococcus stenophyllus
- Eleutherococcus verticillatus
- Euaraliopsis dumicola
- Heteropanax nitentifolius
- Heteropanax yunnanensis
- Oreopanax corazonensis
- Oreopanax impolitus
- Panax zingiberensis
- Polyscias albersiana
- Polyscias dichroostachya
- Polyscias mauritiana
- Polyscias quintasii
- Polyscias stuhlmannii
- Schefflera agamae
- Schefflera albido-bracteata
- Schefflera bourdillonii
- Schefflera cephalotes
- Schefflera curranii
- Schefflera fastigiata
- Schefflera insignis
- Schefflera kontumensis
- Schefflera lukwangulensis
- Schefflera multifoliolata
- Schefflera palawanensis
- Schefflera palmiformis
- Schefflera stearnii
- Schefflera veitchii

##### Umbelliferae
- Cryptotaenia calycina
- Cryptotaenia polygama
- Petagnaea gussonei
- Peucedanum camerunensis
- Sium burchellii

#### Aristolochiales

##### Aristolochiaceae
- Aristolochia delavayi
- Aristolochia scytophylla
- Aristolochia tuberosa
- Saruma henryi

#### Asterales

##### Compositae
- Aequatorium asterotrichum
- Aequatorium lepidotum
- Aetheolaena decipiens
- Aetheolaena mochensis
- Aetheolaena subinvolucrata
- Aphanactis barclayae
- Aristeguietia chimborazensis
- Badilloa atrescens
- Barnadesia ciliata
- Bartlettina campii
- Bidens cosmoides
- Brachyglottis arborescens
- Calea huigrensis
- Centaurea gymnocarpa
- Chuquiraga arcuata
- Cineraria longipes
- Clibadium rhytidophyllum
- Clibadium websteri
- Commidendrum robustum
- Critoniopsis dorrii
- Critoniopsis yamboyensis
- Cronquistianthus rosei
- Crossothamnus gentryi
- Cuatrecasanthus flexipappus
- Dendrophorbium amplexicaule
- Dendrophorbium angelense
- Dendrophorbium gesnerifolium
- Diplostephium crypteriophyllum
- Diplostephium juniperinum
- Diplostephium ramiglabrum
- Dubautia arborea
- Dubautia microcephala
- Elaphandra paucipunctata
- Erigeron pauper
- Gamochaeta antarctica
- Gnaphalium ecuadorense
- Gnaphalium sepositum
- Grosvenoria campii
- Guevaria loxensis
- Gynoxys campii
- Gynoxys chagalensis
- Gynoxys ignaciana
- Gynoxys validifolia
- Haplopappus albicans
- Helichrysum sp. nov. C
- Helichrysum sp. nov. D
- Idiopappus saloyensis
- Joseanthus chimborazensis
- Joseanthus cuatrecasasii
- Jungia crenatifolia
- Jungia glandulifera
- Kaunia pachanoi
- Kingianthus paradoxus
- Koanophyllon panamensis
- Lepidaploa violiceps
- Llerasia fuliginea
- Loricaria azuayensis
- Lycoseris eggersii
- Mikania millei
- Mikania pulverulenta
- Monactis anderssonii
- Monticalia angustifolia
- Munnozia canarensis
- Mutisia hieronymi
- Mutisia lehmannii
- Mutisia microneura
- Olearia hectori
- Olearia polita
- Oritrophium tergoalbum
- Pappobolus argenteus
- Pentacalia cazaletii
- Pentacalia gibbiflora
- Pentacalia pailasensis
- Pentacalia riotintis
- Petrobium arboreum
- Prenanthes amabilis
- Pseudogynoxys engleri
- Pulicaria aromatica
- Pulicaria dioscorides
- Scalesia cordata
- Scalesia gordilloi
- Scalesia microcephala
- Stenopadus andicola
- Stevia anisostemma
- Talamancalia fosbergii
- Verbesina barclayae
- Verbesina ecuatoriana
- Verbesina harlingii
- Verbesina minuticeps
- Verbesina villonacoensis
- Vernonia nonoensis
- Xenophyllum acerosum

#### Campanulales

##### Campanulaceae
- Burmeistera anderssonii
- Burmeistera cuyujensis
- Burmeistera domingensis
- Burmeistera holm-nielsenii
- Burmeistera huacamayensis
- Burmeistera ignimontis
- Burmeistera oyacachensis
- Burmeistera resupinata
- Centropogon aequatorialis
- Centropogon azuayensis
- Centropogon balslevii
- Centropogon chiltasonensis
- Centropogon chontalensis
- Centropogon comosus
- Centropogon erythraeus
- Centropogon hartwegii
- Centropogon heteropilis
- Centropogon hirtiflorus
- Centropogon medusa
- Centropogon occultus
- Centropogon parviflorus
- Centropogon phoeniceus
- Centropogon rimbachii
- Centropogon rubiginosus
- Centropogon steinii
- Centropogon steyermarkii
- Centropogon ursinus
- Centropogon zamorensis
- Clermontia calophylla
- Clermontia drepanomorpha
- Clermontia lindseyana
- Clermontia tuberculata
- Clermontia waimeae
- Dielsantha galeopsoides
- Jasione mansanetiana
- Lobelia collina
- Lobelia subpubera
- Lysipomia aretioides
- Lysipomia bilineata
- Lysipomia crassomarginata
- Lysipomia cuspidata
- Lysipomia cylindrocarpa
- Lysipomia laricina
- Lysipomia lehmannii
- Lysipomia rhizomata
- Lysipomia sparrei
- Lysipomia speciosa
- Lysipomia tubulosa
- Lysipomia vitreola
- Siphocampylus asplundii
- Siphocampylus ecuadoriensis
- Siphocampylus fruticosus
- Siphocampylus furax
- Siphocampylus lucidus
- Siphocampylus rostratus
- Siphocampylus rupestris
- Trimeris scaevolifolia
- Wahlenbergia angustifolia

##### Goodeniaceae
- Scaevola socotraensis

#### Capparales

##### Capparaceae
- Capparis heterophylla
- Capparis pachyphylla
- Podandrogyne brevipedunculata
- Podandrogyne jamesonii

##### Cruciferae
- Draba aretioides
- Draba extensa
- Eudema nubigena
- Nesocrambe socotrana

#### Caryophyllales

##### Aizoaceae
- Delosperma gautengense

##### Amaranthaceae
- Alternanthera nesiotes
- Irenella chrysotricha
- Psilotrichum aphyllum

##### Cactaceae
- Arrojadoa eriocaulis
- Arthrocereus glaziovii
- Brasilicereus markgrafii
- Cipocereus bradei
- Cipocereus laniflorus
- Coryphantha maiz-tablasensis
- Coryphantha pycnacantha
- Discocactus bahiensis
- Discocactus horstii
- Discocactus pseudoinsignis
- Espostoopsis dybowskii
- Mammillaria albicoma
- Mammillaria duwei
- Mammillaria luethyi
- Mammillaria pennispinosa
- Mammillaria zeilmanniana
- Melocactus azureus
- Melocactus ferreophilus
- Melocactus pachyacanthus
- Melocactus paucispinus
- Micranthocereus auriazureus
- Micranthocereus polyanthus
- Opuntia galapageia
- Opuntia megarrhiza
- Schlumbergera kautskyi
- Tephrocactus bonnieae

##### Caryophyllaceae
- Cerastium sventenii
- Drymaria stellarioides
- Moehringia fontqueri
- Silene diclinis
- Silene fernandezii
- Silene sennenii

##### Nyctaginaceae
- Neea acuminatissima
- Neea amplexicaulis
- Neea ekmanii
- Pisonia ekmani
- Pisonia sechellarum
- Pisonia wagneriana

##### Portulacaceae
- Portulaca samhaensis
- Portulaca sedifolia

#### Celastrales

##### Aquifoliaceae
- Ilex arisanensis
- Ilex brachyphylla
- Ilex chengkouensis
- Ilex chuniana
- Ilex dabieshanensis
- Ilex euryoides
- Ilex fengqingensis
- Ilex graciliflora
- Ilex jamaicana
- Ilex longzhouensis
- Ilex oblonga
- Ilex occulta
- Ilex pauciflora
- Ilex peiradena
- Ilex qianlingshanensis
- Ilex rarasanensis
- Ilex shimeica
- Ilex sintenisii
- Ilex syzygiophylla
- Ilex trichocarpa
- Ilex tugitakayamensis
- Ilex uraiensis
- Ilex venulosa
- Ilex wenchowensis
- Ilex wugonshanensis
- Ilex yuiana

##### Celastraceae
- Euonymus assamicus
- Euonymus paniculatus
- Euonymus serratifolius
- Euonymus thwaitesii
- Maytenus cymosa
- Maytenus jamesonii
- Maytenus jefeana
- Microtropis densiflora
- Tetrasiphon jamaicensis
- Wimmeria acuminata
- Wimmeria chiapensis
- Wimmeria montana

##### Icacinaceae
- Calatola columbiana
- Pyrenacantha cordicula

#### Cornales

##### Melanophyllaceae
- Melanophylla modestei

#### Dipsacales

##### Adoxaceae
- Tetradoxa omeiensis

##### Caprifoliaceae
- Lonicera paradoxa

##### Dipsacaceae
- Succisella andreae-molinae

##### Valerianaceae
- Valeriana secunda

#### Ebenales

##### Ebenaceae
- Diospyros acuta
- Diospyros attenuata
- Diospyros crassiflora
- Diospyros crumenata
- Diospyros ebenoides
- Diospyros esmereg
- Diospyros gillisonii
- Diospyros insularis
- Diospyros kotoensis
- Diospyros magogoana
- Diospyros nummulariifolia
- Diospyros oppositifolia
- Diospyros philippinensis
- Diospyros riojae
- Diospyros shimbaensis

##### Sapotaceae
- Chrysophyllum azaguieanum
- Chrysophyllum imperiale
- Chrysophyllum lanatum
- Chrysophyllum subspinosum
- Isonandra stocksii
- Isonandra villosa
- Leptostylis gatopensis
- Madhuca bourdillonii
- Madhuca calcicola
- Madhuca diplostemon
- Madhuca microphylla
- Madhuca neriifolia
- Manilkara bella
- Manilkara dardanoi
- Manilkara decrescens
- Manilkara elata
- Manilkara excisa
- Manilkara kanosiensis
- Manilkara longifolia
- Manilkara mayarensis
- Manilkara multifida
- Manilkara nicholsonii
- Micropholis emarginata
- Micropholis retusa
- Micropholis submarginalis
- Mimusops penduliflora
- Neolemonniera clitandrifolia
- Niemeyera blanchonii
- Palaquium canaliculatum
- Palaquium ravii
- Pouteria amapaensis
- Pouteria andarahiensis
- Pouteria bracteata
- Pouteria brevensis
- Pouteria brevipedicellata
- Pouteria brevipetiolata
- Pouteria butyrocarpa
- Pouteria coelomatica
- Pouteria contermina
- Pouteria cubensis
- Pouteria danikeri
- Pouteria decussata
- Pouteria exstaminodia
- Pouteria fulva
- Pouteria hotteana
- Pouteria juruana
- Pouteria kaalaensis
- Pouteria latianthera
- Pouteria macahensis
- Pouteria micrantha
- Pouteria minima
- Pouteria moaensis
- Pouteria oxypetala
- Pouteria pallida
- Pouteria pinifolia
- Pouteria psammophila
- Pouteria rhynchocarpa
- Pouteria tarumanensis
- Pradosia kuhlmannii
- Sideroxylon angustum
- Sideroxylon excavatum
- Synsepalum subverticillatum
- Synsepalum tsounkpe
- Tieghemella africana
- Tieghemella heckelii

##### Symplocaceae
- Symplocos anamallayana
- Symplocos badia
- Symplocos barberi
- Symplocos blancae
- Symplocos breedlovei
- Symplocos carmencitae
- Symplocos globosa
- Symplocos junghuhnii
- Symplocos nairii
- Symplocos nivea
- Symplocos oligandra
- Symplocos pluribracteata
- Symplocos shilanensis
- Symplocos truncata

#### Ericales

##### Ericaceae
- Lyonia elliptica
- Lyonia maestrensis
- Vaccinium whitmorei

#### Euphorbiales

##### Buxaceae
- Buxus nyasica
- Styloceras kunthianum

##### Euphorbiaceae
- Acalypha schimpffii
- Acidocroton gentryi
- Aerisilvaea sylvestris
- Aporusa bourdillonii
- Baloghia pininsularis
- Bocquillonia arborea
- Bocquillonia castaneifolia
- Bocquillonia longipes
- Chamaesyce kuwaleana
- Cleidiocarpon laurinum
- Cleistanthus travancorensis
- Cnidoscolus matosii
- Cnidoscolus rangel
- Croton alienus
- Croton cordatulus
- Croton eggersii
- Croton fraseri
- Croton lehmannii
- Croton pavonis
- Croton rivinifolius
- Dimorphocalyx beddomei
- Drypetes andamanica
- Drypetes magnistipula
- Drypetes porteri
- Drypetes travancoria
- Euphorbia abdelkuri
- Euphorbia ankaranae
- Euphorbia ankarensis
- Euphorbia brachyphylla
- Euphorbia croizatii
- Euphorbia cylindrifolia
- Euphorbia decaryi
- Euphorbia decorsei
- Euphorbia didiereoides
- Euphorbia duranii
- Euphorbia elliotii
- Euphorbia epiphylloides
- Euphorbia erythroxyloides
- Euphorbia guillauminiana
- Euphorbia haeleeleana
- Euphorbia hamaderohensis
- Euphorbia hedyotoides
- Euphorbia herman-schwartzii
- Euphorbia horombensis
- Euphorbia humbertii
- Euphorbia imerina
- Euphorbia kamponii
- Euphorbia mananarensis
- Euphorbia mandravioky
- Euphorbia mangokyensis
- Euphorbia mangorensis
- Euphorbia neohumbertii
- Euphorbia quartziticola
- Euphorbia santapauii
- Euphorbia wakefieldii
- Flueggea anatolica
- Garcia nutans
- Glochidion comitum
- Glochidion pauciflorum
- Glochidion raivavense
- Glochidion sisparense
- Glochidion tomentosum
- Jatropha nudicaulis
- Koilodepas calycinum
- Lasiocroton trelawniensis
- Macaranga mauritiana
- Phyllanthus axillaris
- Phyllanthus gentryi
- Phyllanthus haughtii
- Phyllanthus sponiaefolius
- Sebastiania fasciculata
- Sebastiania spicata
- Tetrorchidium brevifolium
- Thecacoris annobonae

#### Fabales

##### Leguminosae
- Acacia bucheri
- Acacia daemon
- Acacia zapatensis
- Afzelia xylocarpa
- Albizia plurijuga
- Amburana cearensis
- Astragalus bidentatus
- Ateleia gummifera
- Baikiaea ghesquiereana
- Baphia pauloi
- Baphia puguensis
- Bauhinia flagelliflora
- Bauhinia haughtii
- Bauhinia integerrima
- Bauhinia mombassae
- Bauhinia stenantha
- Behaimia cubensis
- Berlinia hollandii
- Brownea santanderensis
- Browneopsis disepala
- Bussea eggelingii
- Caesalpinia echinata
- Calliandra glyphoxylon
- Cassia artensis
- Cassia fikifiki
- Chapmannia reghidensis
- Chapmannia tinireana
- Clianthus puniceus
- Clitoria brachystegia
- Crotalaria mentiens
- Cryptosepalum diphyllum
- Cynometra bourdillonii
- Cynometra cubensis
- Cynometra lukei
- Cynometra travancorica
- Cynometra ulugurensis
- Dalbergia abrahamii
- Dalbergia andapensis
- Dalbergia annamensis
- Dalbergia bariensis
- Dalbergia bathiei
- Dalbergia bojeri
- Dalbergia brachystachya
- Dalbergia cambodiana
- Dalbergia capuronii
- Dalbergia davidii
- Dalbergia delphinensis
- Dalbergia erubescens
- Dalbergia glaucocarpa
- Dalbergia hirticalyx
- Dalbergia humbertii
- Dalbergia louvelii
- Dalbergia mammosa
- Dalbergia maritima
- Dalbergia normandii
- Dalbergia oligophylla
- Dalbergia oliveri
- Dalbergia setifera
- Dalbergia suaresensis
- Dalbergia tsaratananensis
- Dalbergia tsiandalana
- Dalbergia urschii
- Dalbergia xerophila
- Dalea chrysophylla
- Delonix pumila
- Delonix tomentosa
- Dialium excelsum
- Ecuadendron acosta-solisianum
- Elephantorrhiza rangei
- Erythrina ankaranensis
- Erythrina eggersii
- Erythrophleum fordii
- Gigasiphon macrosiphon
- Gleditsia rolfei
- Gossweilerodendron balsamiferum
- Humboldtia bourdillonii
- Hymenostegia gracilipes
- Inga arenicola
- Inga bella
- Inga blanchetiana
- Inga bracteifera
- Inga cabelo
- Inga carinata
- Inga exfoliata
- Inga golfodulcensis
- Inga herrerae
- Inga jaunechensis
- Inga jimenezii
- Inga lacustris
- Inga lanceifolia
- Inga latipes
- Inga litoralis
- Inga maritima
- Inga mendoncaei
- Inga mortoniana
- Inga multicaulis
- Inga pedunculata
- Inga platyptera
- Inga sellowiana
- Inga sinacae
- Inga stenophylla
- Inga suberosa
- Inga tenuiloba
- Kingiodendron pinnatum
- Leucaena involucrata
- Leucaena magnifica
- Leucaena matudae
- Lonchocarpus miniflorus
- Lonchocarpus phlebophyllus
- Lonchocarpus retiferus
- Lupinus nubigenus
- Maackia taiwanensis
- Machaerium nicaraguense
- Macrolobium pittieri
- Melolobium subspicatum
- Millettia aurea
- Millettia hitsika
- Millettia laurentii
- Millettia nathaliae
- Millettia orientalis
- Millettia taolanaroensis
- Mimosa disperma
- Mimosa loxensis
- Mimosa townsendii
- Ormocarpopsis calcicola
- Ormocarpopsis tulearensis
- Ormosia jamaicensis
- Otholobium holosericeum
- Pericopsis elata
- Phaseolus rosei
- Phylloxylon decipiens
- Phylloxylon perrieri
- Phylloxylon spinosa
- Pithecellobium johansenii
- Pithecellobium saxosum
- Pithecellobium stevensonii
- Platymiscium pleiostachyum
- Pongamiopsis amygdalina
- Pterocarpus santalinus
- Sakoanala madagascariensis
- Sclerolobium beaureipairei
- Sclerolobium pilgerianum
- Senna scandens
- Sophora mangarevaensis
- Sophora raivavaeensis
- Sophora saxicola
- Sophora wightii
- Stahlia monosperma
- Swartzia aureosericea
- Swartzia fistuloides
- Swartzia littlei
- Swartzia nuda
- Swartzia robiniifolia
- Talbotiella eketensis
- Tessmannia densiflora
- Zapoteca aculeata
- Zygia lehmannii
- Zygia steyermarkii

#### Fagales

##### Betulaceae
- Betula talassica
- Betula tianschanica

##### Corylaceae
- Corylus chinensis

##### Fagaceae
- Lithocarpus crassinervius
- Lithocarpus kostermansii
- Lithocarpus platycarpus
- Nothofagus alessandri
- Nothofagus womersleyi
- Pasania dodonaeifolia
- Quercus acerifolia
- Quercus basaseachicensis
- Quercus boyntonii
- Quercus brandegeei
- Quercus dumosa
- Quercus georgiana
- Quercus miquihuanensis
- Quercus oglethorpensis

#### Gentianales

##### Apocynaceae
- Alstonia annamensis
- Alyxia menglungensis
- Alyxia taiwanensis
- Aspidosperma darienense
- Aspidosperma polyneuron
- Cameraria microphylla
- Cerberiopsis neriifolia
- Hunteria ghanensis
- Kibatalia borneensis
- Kibatalia puberula
- Kibatalia stenopetala
- Mandevilla dodsonii
- Mandevilla equatorialis
- Neisosperma sevenetii
- Ochrosia borbonica
- Ochrosia haleakalae
- Ochrosia kauaiensis
- Parepigynum funingense
- Prestonia peregrina
- Prestonia rotundifolia
- Pteralyxia kauaiensis
- Tabernaemontana cumata
- Tabernaemontana muricata
- Tabernaemontana ovalifolia
- Tabernaemontana persicariifolia

##### Asclepiadaceae
- Ceropegia aridicola
- Cynanchum campii
- Cynanchum chanchanense
- Cynanchum intricatum
- Cynanchum jaramilloi
- Gonolobus campii
- Matelea chimboracensis
- Matelea fimbriatiflora
- Matelea honorana
- Metastelma purpurascens

##### Gentianaceae
- Exacum socotranum
- Gentianella androsacea
- Gentianella flaviflora
- Gentianella fuscicaulis
- Gentianella gracilis
- Gentianella hirculus
- Gentianella jamesonii
- Gentianella longibarbata
- Gentianella polyantha
- Halenia serpyllifolia

##### Loganiaceae
- Geniostoma stipulare
- Labordia kaalae
- Labordia lydgatei
- Neuburgia macroloba

#### Geraniales

##### Balsaminaceae
- Impatiens frithii
- Impatiens letouzeyi
- Impatiens obesa
- Impatiens omeiana
- Impatiens pritzelii
- Impatiens wilsoni

##### Dirachmaceae
- Dirachma somalensis

##### Geraniaceae
- Geranium exallum

##### Oxalidaceae
- Oxalis chachahuensis
- Oxalis ecuadorensis
- Oxalis pennelliana

##### Tropaeolaceae
- Tropaeolum carchense

#### Hamamelidales

##### Hamamelidaceae
- Distylium gracile

#### Juglandales

##### Juglandaceae
- Annamocarya sinensis
- Juglans neotropica
- Juglans olanchana
- Oreomunnea pterocarpa

#### Lamiales

##### Boraginaceae
- Bourreria velutina
- Cordia correae
- Cordia protracta
- Cordia rosei
- Echium valentinum
- Ehretia glandulosissima
- Lithodora nitida

##### Labiatae
- Hyptis florida
- Hyptis pseudoglauca
- Salvia ecuadorensis
- Salvia loxensis
- Salvia peregrina
- Salvia unguella

##### Verbenaceae
- Aegiphila lopez-palacii
- Aegiphila monticola
- Aegiphila schimpffii
- Aloysia dodsoniorum
- Vitex cooperi
- Vitex evoluta
- Vitex gaumeri
- Vitex kuylenii
- Vitex lehmbachii
- Xolocotzia asperifolia

#### Laurales

##### Gomortegaceae
- Gomortega keule

##### Hernandiaceae
- Hernandia lychnifera
- Hernandia mascarenensis

##### Lauraceae
- Actinodaphne bourneae
- Actinodaphne salicina
- Aiouea angulata
- Aiouea obscura
- Alseodaphne rugosa
- Aniba pilosa
- Aniba rosaeodora
- Beilschmiedia zeylanica
- Caryodaphnopsis cogolloi
- Cinnamomum balansae
- Cinnamomum brevipedunculatum
- Cinnamomum chemungianum
- Cinnamomum citriodorum
- Cinnamomum filipedicellatum
- Cinnamomum kanahirae
- Cinnamomum mairei
- Cryptocarya anamallayana
- Cryptocarya bitriplinerva
- Cryptocarya membranacea
- Cryptocarya palawanensis
- Dahlgrenodendron natalense
- Litsea beddomei
- Litsea dilleniifolia
- Litsea glaberrima
- Litsea imbricata
- Litsea leiantha
- Litsea nemoralis
- Litsea nigrescens
- Litsea travancorica
- Nectandra bicolor
- Nectandra cerifolia
- Nectandra fragrans
- Nectandra herrerae
- Nectandra krugii
- Nectandra leucocome
- Nectandra longipetiolata
- Nectandra psammophila
- Nectandra utilis
- Nectandra weddellii
- Neolitsea daibuensis
- Ocotea basicordatifolia
- Ocotea jorge-escobarii
- Ocotea staminoides
- Persea conferta
- Phoebe nanmu
- Phyllostemonodaphne geminiflora
- Pleurothyrium giganthum
- Pleurothyrium obovatum
- Urbanodendron bahiense
- Urbanodendron macrophyllum

##### Monimiaceae
- Mollinedia longicuspidata
- Mollinedia stenophylla
- Siparuna campii
- Siparuna eggersii
- Siparuna palenquensis

#### Lecythidales

##### Lecythidaceae
- Cariniana ianeirensis
- Cariniana pauciramosa
- Couratari atrovinosa
- Couratari pyramidata
- Eschweilera jacquelyniae
- Eschweilera rabeliana
- Grias longirachis
- Gustavia dodsonii
- Gustavia excelsa
- Gustavia gracillima
- Gustavia longepetiolata
- Gustavia monocaulis
- Gustavia petiolata
- Gustavia serrata
- Lecythis prancei

#### Linales

##### Erythroxylaceae
- Erythroxylum ruizii
- Erythroxylum socotranum

##### Humiriaceae
- Humiriastrum melanocarpum
- Vantanea depleta
- Vantanea magdalenensis

#### Magnoliales

##### Annonaceae
- Alphonsea hainanensis
- Alphonsea tsangyuanensis
- Anaxagorea phaeocarpa
- Annickia kummerae
- Annona conica
- Annona deceptrix
- Annona oligocarpa
- Artabotrys rupestris
- Asimina tetramera
- Asteranthe lutea
- Boutiquea platypetala
- Cymbopetalum mayanum
- Desmos yunnanensis
- Fissistigma cupreonitens
- Goniothalamus cheliensis
- Goniothalamus gardneri
- Goniothalamus rhynchantherus
- Goniothalamus simonsii
- Guatteria jefensis
- Guatteria pastazae
- Hexalobus salicifolius
- Isolona cauliflora
- Isolona heinsenii
- Klarobelia lucida
- Klarobelia megalocarpa
- Monanthotaxis dictyoneura
- Monanthotaxis discrepantinervia
- Monanthotaxis faulknerae
- Monocyclanthus vignei
- Monodora carolinae
- Mosannona pacifica
- Orophea thomsoni
- Polyalthia litseifolia
- Polyalthia pingpienensis
- Polyalthia rufescens
- Polyalthia shendurunii
- Polyalthia tanganyikensis
- Polyalthia verdcourtii
- Polyalthia verrucipes
- Polyceratocarpus scheffleri
- Popowia beddomeana
- Rollinia boliviana
- Rollinia calcarata
- Rollinia ferruginea
- Rollinia pachyantha
- Sageraea grandiflora
- Sageraea thwaitesii
- Sanrafaelia ruffonammari
- Stenanona panamensis
- Toussaintia orientalis
- Toussaintia patriciae
- Uvaria dependens
- Uvaria faulknerae
- Uvaria kweichowensis
- Uvaria pandensis
- Uvariodendron gorgonis
- Uvariodendron oligocarpum
- Uvariodendron pycnophyllum
- Uvariodendron usambarense
- Uvariopsis bisexualis
- Uvariopsis submontana
- Uvariopsis vanderystii
- Xylopia collina
- Xylopia longifolia
- Xylopia mwasumbii

##### Canellaceae
- Cinnamodendron cubense
- Warburgia elongata
- Warburgia salutaris

##### Magnoliaceae
- Magnolia calimaensis
- Magnolia cararensis
- Magnolia caricifragrans
- Magnolia dealbata
- Magnolia delavayi
- Magnolia georgii
- Magnolia gilbertoi
- Magnolia henaoi
- Magnolia hernandezii
- Magnolia kachirachirai
- Magnolia katiorum
- Magnolia minor
- Magnolia narinensis
- Magnolia panamensis
- Magnolia phanerophlebia
- Magnolia polyhypsophylla
- Magnolia santanderiana
- Magnolia sargentiana
- Magnolia schiedeana
- Magnolia wilsonii
- Manglietia ovoidea
- Michelia aenea
- Michelia coriacea
- Michelia ingrata
- Michelia wilsonii
- Michelia xanthantha
- Talauma dixonii

##### Myristicaceae
- Bicuiba oleifera
- Horsfieldia obscurineria
- Horsfieldia pandurifolia
- Iryanthera campinae
- Myristica magnifica
- Myristica teijsmannii
- Virola megacarpa
- Virola surinamensis

##### Winteraceae
- Takhtajania perrieri
- Zygogynum oligostigma

#### Malvales

##### Bombacaceae
- Adansonia grandidieri
- Adansonia perrieri
- Adansonia suarezensis
- Gyranthera darienensis
- Matisia alata
- Matisia coloradorum
- Matisia exalata
- Matisia grandifolia
- Matisia palenquiana
- Quararibea aurantiocalyx
- Quararibea dolichopoda
- Quararibea gomeziana
- Quararibea pendula
- Quararibea platyphylla
- Quararibea sanblasensis

##### Elaeocarpaceae
- Elaeocarpus blascoi
- Elaeocarpus ceylanicus
- Elaeocarpus coriaceus

##### Malvaceae
- Atkinsia cubensis
- Hampea montebellensis
- Hampea sphaerocarpa
- Hibiscus noli-tangere
- Hibiscus socotranus
- Julostylis polyandra
- Lebronnecia kokioides
- Wercklea cocleana
- Wercklea grandiflora
- Wissadula diffusa
- Wissadula divergens

##### Sarcolaenaceae
- Leptolaena abrahamii
- Leptolaena multiflora
- Leptolaena pauciflora
- Sarcolaena delphinensis

##### Sterculiaceae
- Acropogon veillonii
- Byttneria asplundii
- Byttneria flexuosa
- Byttneria loxensis
- Byttneria obtusata
- Cola attiensis
- Cola boxiana
- Cola lourougnonis
- Cola lukei
- Cola octoloboides
- Cola philipi-jonesii
- Cola porphyrantha
- Heritiera percoriacea
- Herrania balaensis
- Herrania umbratica
- Hildegardia gillettii

##### Tiliaceae
- Brownlowia velutina
- Burretiodendron tonkinense
- Carpodiptera ophiticola
- Craigia yunnanensis
- Diplodiscus hookerianus
- Neosprucea sararensis
- Schoutenia cornerii

#### Myricales

##### Myricaceae
- Canacomyrica monticola

#### Myrtales

##### Combretaceae
- Anogeissus bentii
- Buchenavia iguaratensis
- Buchenavia pabstii
- Buchenavia rabelloana
- Bucida ophiticola
- Pteleopsis habeensis
- Terminalia arbuscula
- Terminalia archipelagi
- Terminalia bucidoides
- Terminalia eriostachya
- Terminalia intermedia

##### Lythraceae
- Lagerstroemia langkawiensis
- Lagerstroemia minuticarpa

##### Myrtaceae
- Calycorectes australis
- Calycorectes duarteanus
- Calycorectes sellowianus
- Calyptranthes discolor
- Calyptranthes portoricensis
- Calyptranthes rostrata
- Calyptranthes thomasiana
- Campomanesia hirsuta
- Campomanesia laurifolia
- Campomanesia viatoris
- Eucalyptus morrisbyi
- Eugenia abbreviata
- Eugenia aceitillo
- Eugenia acunai
- Eugenia acutisepala
- Eugenia bayatensis
- Eugenia crassicaulis
- Eugenia daenikeri
- Eugenia discifera
- Eugenia eperforata
- Eugenia excisa
- Eugenia floccosa
- Eugenia glabra
- Eugenia haematocarpa
- Eugenia hypoleuca
- Eugenia indica
- Eugenia johorensis
- Eugenia koolauensis
- Eugenia laurae
- Eugenia mozomboensis
- Eugenia nicholsii
- Eugenia pustulescens
- Eugenia pycnoneura
- Eugenia sachetae
- Eugenia salamensis
- Eugenia sripadaense
- Eugenia sulcivenia
- Eugenia taipingensis
- Eugenia terpnophylla
- Eugenia uxpanapensis
- Gomidesia mugnifolia
- Metrosideros bartlettii
- Mitranthes nivea
- Mozartia emarginata
- Mozartia maestrensis
- Mozartia manacalensis
- Myrcia fasciata
- Myrcianthes irregularis
- Myrcianthes pungens
- Pimenta ferruginea
- Pimenta podocarpoides
- Pimenta richardii
- Pseudoeugenia tenuifolia
- Psidium havanense
- Psidium pedicellatum
- Syzygium beddomei
- Syzygium bourdillonii
- Syzygium caryophyllatum
- Syzygium chavaran
- Syzygium discophorum
- Syzygium fergusoni
- Syzygium microphyllum
- Syzygium minus
- Syzygium myhendrae
- Syzygium parameswaranii
- Syzygium spathulatum
- Syzygium stocksii
- Syzygium turbinatum
- Syzygium umbrosum
- Tristania pontianensis
- Tristaniopsis polyandra
- Tristaniopsis yateensis
- Xanthostemon oppositifolius

##### Onagraceae
- Fuchsia hypoleuca
- Fuchsia scherffiana

##### Thymelaeaceae
- Daphnopsis grandis
- Wikstroemia bicornuta

#### Nepenthales

##### Nepenthaceae
- Nepenthes bellii
- Nepenthes boschiana
- Nepenthes burbidgeae
- Nepenthes gracillima
- Nepenthes masoalensis
- Nepenthes murudensis
- Nepenthes paniculata
- Nepenthes pilosa
- Nepenthes rajah
- Nepenthes talangensis
- Nepenthes truncata

#### Piperales

##### Chloranthaceae
- Hedyosmum burgerianum
- Hedyosmum correanum

##### Piperaceae
- Peperomia arenillasensis
- Peperomia clivigaudens
- Peperomia disjunctiflora
- Peperomia espinosae
- Peperomia fagerlindii
- Peperomia kamerunana
- Peperomia lehmannii
- Peperomia leucanthera
- Peperomia pachystachya
- Peperomia paradoxa
- Peperomia persuculenta
- Peperomia rubropunctulata
- Peperomia salangonis
- Peperomia subdiscoidea
- Peperomia tuberculata
- Peperomia udimontana
- Peperomia valladolidana
- Peperomia wibomii
- Piper achupallasense
- Piper azuaiense
- Piper baezense
- Piper begoniiforme
- Piper brachipilum
- Piper brachystylum
- Piper campii
- Piper chimborazoense
- Piper coeloneurum
- Piper cutucuense
- Piper densiciliatum
- Piper diffundum
- Piper disparipilum
- Piper dodsonii
- Piper eriocladum
- Piper fallenii
- Piper huigranum
- Piper longicaudatum
- Piper mendezense
- Piper nanegalense
- Piper perstrigosum
- Piper prietoi
- Piper productispicum
- Piper puyoense
- Piper regale
- Piper saloyanum
- Piper skutchii
- Piper valladolidense
- Piper zarumanum

#### Podostemales

##### Podostemaceae
- Ledermanniella letouzeyi
- Ledermanniella onanae
- Macropodiella pellucida

#### Polygalales

##### Malpighiaceae
- Malpighia cauliflora
- Mascagnia haenkeana
- Pterandra isthmica
- Stigmaphyllon ecudorense
- Stigmaphyllon eggersii

##### Polygalaceae
- Monnina haughtii
- Monnina sodiroana

##### Vochysiaceae
- Korupodendron songweanum

#### Polygonales

##### Polygonaceae
- Atraphaxis muschketowi
- Calligonum elegans
- Calligonum matteianum
- Calligonum molle
- Coccoloba proctorii
- Coccoloba rugosa

#### Primulales

##### Myrsinaceae
- Ardisia amplexicaulis
- Ardisia blatteri
- Ardisia brittonii
- Ardisia colonensis
- Ardisia dukei
- Ardisia eugenioides
- Ardisia glomerata
- Ardisia koupensis
- Ardisia microcalyx
- Ardisia rufa
- Ardisia scheryi
- Ardisia sonchifolia
- Geissanthus fallenae
- Geissanthus pinchinchana
- Maesa velutina
- Myrsine knudsenii
- Myrsine petiolata
- Parathesis vulgata
- Rapanea striata

#### Proteales

##### Proteaceae
- Alloxylon brachycarpum
- Beauprea congesta
- Bleasdalea papuana
- Helicia insularis
- Helicia shweliensis
- Heliciopsis lanceolata
- Leucadendron discolor
- Roupala brachybotrys
- Stenocarpus heterophyllus

#### Ranunculales

##### Berberidaceae
- Berberis bicolor
- Berberis iteophylla
- Diphylleia sinensis

##### Meliosmaceae
- Meliosma linearifolia
- Meliosma littlei

##### Menispermaceae
- Disciphania inversa
- Tiliacora lehmbachii
- Triclisia lanceolata

##### Ranunculaceae
- Anemone jamesonii

#### Rhamnales

##### Rhamnaceae
- Colubrina nicholsonii
- Doerpfeldia cubensis
- Rhamnidium dictyophyllum
- Sarcomphalus havanensis
- Ziziphus robertsoniana

#### Rhizophorales

##### Rhizophoraceae
- Cassipourea acuminata
- Cassipourea brittoniana
- Pellacalyx yunnanensis

#### Rosales

##### Brunelliaceae
- Brunellia almaguerensis
- Brunellia darienensis
- Brunellia ecuadoriensis
- Brunellia elliptica
- Brunellia morii
- Brunellia pauciflora
- Brunellia penderiscana
- Brunellia rufa
- Brunellia zamorensis

##### Chrysobalanaceae
- Atuna indica
- Atuna travancorica
- Dactyladenia hirsuta
- Hirtella enneandra
- Hirtella pauciflora
- Hunga cordata
- Kostermanthus malayus
- Licania fasciculata
- Licania longicuspidata
- Licania megalophylla
- Licania salicifolia
- Magnistipula conrauana

##### Connaraceae
- Connarus brachybotryosus
- Hemandradenia chevalieri

##### Cunoniaceae
- Acsmithia vitiense
- Geissois imthurnii
- Geissois stipularis
- Spiraeanthemum graeffei
- Spiraeanthemum serratum
- Weinmannia costulata

##### Pittosporaceae
- Pittosporum aliferum
- Pittosporum eriocarpum
- Pittosporum gatopense
- Pittosporum gomonenense
- Pittosporum muricatum
- Pittosporum napaliense
- Pittosporum ornatum
- Pittosporum patulum
- Pittosporum stenophyllum

##### Rosaceae
- Amygdalus ledebouriana
- Armeniaca vulgaris
- Malus niedzwetzkyana
- Prunus adenopoda
- Prunus ceylanica
- Prunus pulgarensis
- Prunus rubiginosa
- Prunus tadzhikistanica
- Prunus turfosa
- Prunus villegasiana
- Pyracantha koidzumii
- Pyrus cajon
- Sorbus bristoliensis
- Sorbus multicrenata
- Spiraeanthus schrenkianus

#### Rubiales

##### Rubiaceae
- Antirhea aromatica
- Arachnothryx fosbergii
- Bikkia kaalaensis
- Bikkia lenormandii
- Blepharidium guatemalense
- Bobea timonioides
- Byrsophyllum tetrandrum
- Canthium ficiforme
- Canthium pergracilis
- Canthium rondoense
- Cinchona mutisii
- Coffea bakossii
- Coffea myrtifolia
- Cuviera schliebenii
- Dichilanthe zeylanica
- Elaeagia uxpanapensis
- Gaertnera ternifolia
- Gaillonia thymoides
- Galium ecuadoricum
- Galium fosbergii
- Gardenia grievei
- Hoffmannia ecuatoriana
- Ixora calycina
- Ixora degemensis
- Ixora lawsoni
- Ixora saulierei
- Joosia aequatoria
- Joosia standleyana
- Lasianthus tomentosus
- Lasianthus varians
- Leptactina papyrophloea
- Manettia angamarcensis
- Manettia skutchii
- Manettia teresitae
- Mitrostigma barteri
- Nesohedyotis arborea
- Nostolachma crassifolia
- Palicourea fuchsioides
- Palicourea heilbornii
- Pavetta brachycalyx
- Pavetta muiriana
- Pentagonia involucrata
- Phialanthus jamaicensis
- Phialanthus revolutus
- Psychotria angustata
- Psychotria beddomei
- Psychotria clarendonensis
- Psychotria clusioides
- Psychotria densinervia
- Psychotria deverdiana
- Psychotria gardneri
- Psychotria glandulifera
- Psychotria globicephala
- Psychotria grandiflora
- Psychotria hobdyi
- Psychotria longipetiolata
- Psychotria macrocarpa
- Psychotria madida
- Psychotria plurivenia
- Psychotria rimbachii
- Psychotria siphonophora
- Psychotria sordida
- Psydrax bridsoniana
- Randia carlosiana
- Rondeletia amplexicaulis
- Rondeletia brachyphylla
- Rondeletia clarendonensis
- Rondeletia dolphinensis
- Rothmannia ebamutensis
- Rustia bilsana
- Rytigynia longipedicellata
- Sabicea xanthotricha
- Saprosma scabridum
- Scolosanthus howardii
- Sericanthe toupetou
- Stilpnophyllum grandifolium
- Tapiphyllum schliebenii
- Tarenna agumbensis
- Tarenna monosperma
- Tricalysia lejolyana

#### Salicales

##### Salicaceae
- Populus guzmanantlensis
- Salix kusanoi

#### Santalales

##### Loranthaceae
- Struthanthus lojae

##### Medusandraceae
- Soyauxia talbotii

##### Olacaceae
- Anacolosa densiflora
- Heisteria cyathiformis
- Schoepfia arenaria

##### Santalaceae
- Exocarpos gaudichaudii
- Santalum macgregorii

##### Viscaceae
- Dendrophthora capillaris
- Dendrophthora dalstroemii
- Dendrophthora fastigiata
- Dendrophthora ovata
- Dendrophthora thomasii
- Dendrophthora variabilis
- Phoradendron madisonii
- Phoradendron wiensii

#### Sapindales

##### Aceraceae
- Dipteronia dyeriana

##### Anacardiaceae
- Campnosperma seychellarum
- Cotinus nana
- Mangifera andamanica
- Mangifera blommesteinii
- Mangifera dongnaiensis
- Mangifera monandra
- Mangifera nicobarica
- Mangifera paludosa
- Mangifera superba
- Mauria membranifolia
- Poupartia pubescens
- Rhus brenanii
- Semecarpus acuminata
- Semecarpus coriacea
- Semecarpus riparia
- Tapirira rubrinervis
- Toxicodendron calcicolum

##### Bretschneideraceae
- Bretschneidera sinensis

##### Burseraceae
- Bursera hollickii
- Canarium kipella
- Canarium paniculatum
- Dacryodes colombiana

##### Meliaceae
- Carapa megistocarpa
- Cedrela fissilis
- Cedrela lilloi
- Dysoxylum beddomei
- Guarea corrugata
- Guarea crispa
- Khaya madagascariensis
- Lovoa swynnertonii
- Ruagea microphylla
- Swietenia mahagoni
- Trichilia blanchetii
- Trichilia breviflora
- Trichilia discolor
- Trichilia elsae
- Trichilia pungens
- Trichilia surumuensis
- Trichilia tetrapetala
- Trichilia trachyantha
- Turraea kimbozensis

##### Melianthaceae
- Bersama swynnertonii

##### Rutaceae
- Balfourodendron riedelianum
- Decatropis paucijuga
- Decazyx macrophyllus
- Erythrochiton giganteus
- Esenbeckia alata
- Euodia lunuankenda
- Fagara mezoneurospinosa
- Flindersia ifflaina
- Flindersia pimenteliana
- Glycosmis monticola
- Glycosmis tomentella
- Helietta glaucescens
- Limnocitrus littoralis
- Melicope balloui
- Melicope christophersenii
- Melicope cinerea
- Melicope indica
- Melicope macropus
- Melicope makahae
- Melicope orbicularis
- Melicope ovalis
- Melicope pallida
- Melicope puberula
- Melicope saint-johnii
- Melicope sandwicensis
- Melicope waialealae
- Oxanthera fragrans
- Oxanthera neocaledonica
- Pitavia punctata
- Platydesma remyi
- Vepris glandulosa
- Vepris heterophylla
- Zanthoxylum belizense
- Zanthoxylum ferrugineum
- Zanthoxylum gentlei
- Zanthoxylum hawaiiense
- Zanthoxylum negrilense
- Zanthoxylum panamense
- Zanthoxylum procerum
- Zanthoxylum psammophilum
- Zanthoxylum thomasianum

##### Sapindaceae
- Alectryon ramiflorus
- Allophylus dodsonii
- Chimborazoa lachnocarpa
- Cupaniopsis glabra
- Cupaniopsis mouana
- Cupaniopsis rosea
- Cupaniopsis rotundifolia
- Cupaniopsis squamosa
- Cupaniopsis subfalcata
- Cupaniopsis tontoutensis
- Deinbollia nyasica
- Euchorium cubense
- Gloeocarpus patentivalvis
- Guioa acuminata
- Guioa discolor
- Guioa myriadenia
- Guioa truncata
- Lecaniodiscus punctatus
- Paranephelium hainanensis
- Placodiscus attenuatus
- Placodiscus caudatus
- Placodiscus pseudostipularis
- Serjania brevipes
- Talisia setigera

##### Simaroubaceae
- Brucea macrocarpa
- Recchia simplicifolia

##### Zygophyllaceae
- Bulnesia carrapo
- Guaiacum officinale
- Guaiacum sanctum

#### Scrophulariales

##### Acanthaceae
- Angkalanthus oligophylla
- Aphelandra azuayensis
- Aphelandra cinnabarina
- Aphelandra galba
- Aphelandra guayasii
- Aphelandra harlingii
- Aphelandra loxensis
- Aphelandra phaina
- Barleria popovii
- Cystacanthus affinis
- Dyschoriste sinica
- Justicia leucoxiphos
- Justicia takhinensis
- Kudoacanthus albo-nervosa
- Neuracanthus aculeatus
- Odontonema laxum
- Sclerochiton preussii
- Staurogyne sichuanica
- Stenostephanus asplundii
- Stenostephanus harlingii
- Stenostephanus laxus

##### Bignoniaceae
- Amphitecna molinae
- Colea colei
- Ekmanianthe longiflora
- Fernandoa lutea
- Parmentiera cereifera
- Parmentiera dressleri
- Spirotecoma holguinensis
- Synapsis ilicifolia
- Tabebuia elongata

##### Buddlejaceae
- Buddleja ibarrensis

##### Gesneriaceae
- Columnea atahualpae
- Columnea flexiflora
- Columnea schimpffii
- Corytoplectus cutucuensis
- Cremosperma auriculatum
- Cyrtandra giffardii
- Drymonia ecuadorensis
- Drymonia laciniosa
- Drymonia rhodoloma
- Drymonia utuanensis
- Gasteranthus bilsaensis
- Gasteranthus carinatus
- Gasteranthus crispus
- Gasteranthus macrocalyx
- Gasteranthus mutabilis
- Gasteranthus orientandinus
- Gasteranthus perennis
- Gasteranthus tenellus
- Gasteranthus ternatus
- Gasteranthus timidus
- Monopyle sodiroana
- Monopyle stenoloba
- Paradrymonia binata
- Paradrymonia hypocyrta
- Paradrymonia lacera
- Pearcea bilabiata
- Pearcea gracilis
- Pearcea intermedia
- Reldia calcarata

##### Oleaceae
- Chionanthus adamsii
- Chionanthus linocieroides
- Ligustrum microcarpum
- Picconia azorica
- Priogymnanthus apertus

##### Scrophulariaceae
- Antirrhinum subbaeticum
- Calceolaria australis
- Calceolaria bentae
- Calceolaria commutata
- Calceolaria frondosa
- Calceolaria gossypina
- Calceolaria grandiflora
- Calceolaria lavandulifolia
- Calceolaria martinezii
- Calceolaria obtusa
- Calceolaria odontophylla
- Calceolaria platyzyga
- Calceolaria semiconnata

#### Solanales

##### Cobaeaceae
- Cobaea aequatoriensis
- Cobaea campanulata

##### Convolvulaceae
- Cuscuta prismatica

##### Goetzeaceae
- Goetzea elegans

##### Solanaceae
- Brunfelsia portoricensis
- Cestrum chimborazinum
- Cestrum dielsii
- Larnax steyermarkii
- Lycianthes rimbachii
- Markea fosbergii
- Nierembergia espinosae
- Nothocestrum latifolium
- Solanum albornozii
- Solanum carchiense
- Solanum chimborazense
- Solanum paralum
- Solanum sycocarpum

#### Theales

##### Actinidiaceae
- Actinidia stellatopilosa
- Saurauia aguaricana
- Saurauia mexiae
- Saurauia seibertii
- Saurauia serrata
- Saurauia striata
- Saurauia tambensis

##### Asteropeiaceae
- Asteropeia labatii
- Asteropeia matrambody
- Asteropeia micraster
- Asteropeia rhopaloides

##### Caryocaraceae
- Anthodiscus montanus
- Caryocar amygdaliforme
- Caryocar coriaceum

##### Dipterocarpaceae
- Anisoptera costata
- Anisoptera grossivenia
- Anisoptera laevis
- Anisoptera marginata
- Cotylelobium burckii
- Cotylelobium melanoxylon
- Dipterocarpus alatus
- Dipterocarpus costatus
- Dipterocarpus crinitus
- Dipterocarpus indicus
- Dipterocarpus sublamellatus
- Dipterocarpus zeylanicus
- Dryobalanops beccarii
- Dryobalanops lanceolata
- Hopea altocollina
- Hopea auriculata
- Hopea celebica
- Hopea centipeda
- Hopea cordifolia
- Hopea dasyrrhachis
- Hopea discolor
- Hopea ferrea
- Hopea fluvialis
- Hopea glabra
- Hopea gregaria
- Hopea megacarpa
- Hopea mesuoides
- Hopea parviflora
- Hopea pedicellata
- Hopea pierrei
- Hopea ponga
- Hopea racophloea
- Hopea recopei
- Hopea utilis
- Hopea vaccinifolia
- Hopea wightiana
- Monotes lutambensis
- Parashorea chinensis
- Parashorea densiflora
- Parashorea globosa
- Shorea affinis
- Shorea agami
- Shorea albida
- Shorea andulensis
- Shorea argentifolia
- Shorea balanocarpoides
- Shorea bentongensis
- Shorea biawak
- Shorea bracteolata
- Shorea brunnescens
- Shorea ciliata
- Shorea dasyphylla
- Shorea disticha
- Shorea domatiosa
- Shorea dyeri
- Shorea faguetiana
- Shorea falcifera
- Shorea glauca
- Shorea gratissima
- Shorea henryana
- Shorea leprosula
- Shorea maxima
- Shorea maxwelliana
- Shorea obscura
- Shorea ovata
- Shorea pauciflora
- Shorea platyclados
- Shorea quadrinervis
- Shorea roxburghii
- Shorea splendida
- Shorea stenoptera
- Shorea submontana
- Shorea teysmanniana
- Shorea worthingtonii
- Stemonoporus acuminatus
- Stemonoporus angustisepalus
- Stemonoporus bullatus
- Stemonoporus cordifolius
- Stemonoporus gardneri
- Stemonoporus kanneliyensis
- Stemonoporus laevifolius
- Stemonoporus oblongifolius
- Stemonoporus reticulatus
- Stemonoporus revolutus
- Stemonoporus rigidus
- Stemonoporus scaphifolius
- Upuna borneensis
- Vateria copallifera
- Vatica badiifolia
- Vatica bantamensis
- Vatica brunigii
- Vatica cinerea
- Vatica lowii
- Vatica mangachapoi
- Vatica maritima
- Vatica nitens
- Vatica obscura
- Vatica pallida
- Vatica pauciflora
- Vatica pedicellata
- Vatica perakensis
- Vatica stapfiana

##### Guttiferae
- Calophyllum insularum
- Calophyllum morobense
- Calophyllum nubicola
- Calophyllum trapezifolium
- Calophyllum waliense
- Clusia plurivalvis
- Garcinia bifasciculata
- Garcinia imberti
- Garcinia kingii
- Garcinia linii
- Garcinia paucinervis
- Garcinia thwaitesii
- Garcinia zeylanica
- Hypericum asplundii
- Hypericum prietoi
- Mammea immansueta
- Rheedia aristata
- Vismia jefensis
- Vismia pauciflora

##### Marcgraviaceae
- Marcgravia grandifolia
- Marcgraviastrum sodiroi

##### Ochnaceae
- Ouratea insulae
- Testulea gabonensis

##### Quiinaceae
- Lacunaria panamensis
- Quiina schippii

##### Scytopetalaceae
- Brazzeia longipedicellata

##### Theaceae
- Adinandra griffithii
- Camellia hengchunensis
- Eurya rengechiensis
- Freziera dudleyi
- Freziera revoluta
- Freziera smithiana
- Freziera spathulifolia
- Gordonia villosa
- Ternstroemia calycina
- Ternstroemia cleistogama

#### Urticales

##### Cecropiaceae
- Cecropia longipes
- Coussapoa tolimensis

##### Moraceae
- Brosimum glaziovii
- Dorstenia astyanactis
- Ficus andamanica
- Ficus aripuanensis
- Ficus blepharophylla
- Ficus cyclophylla
- Ficus meizonochlamys
- Ficus muelleriana
- Ficus ramiflora
- Ficus roraimensis
- Ficus salzmanniana
- Ficus ursina
- Helicostylis heterotricha
- Pseudolmedia hirtula
- Sorocea sarcocarpa

##### Ulmaceae
- Celtis hypoleuca
- Ulmus chenmoui

##### Urticaceae
- Laportea urentissima
- Pilea riopalenquensis
- Pilea tungurahuae

#### Violales

##### Begoniaceae
- Begonia aeranthos
- Begonia hainanensis
- Begonia harlingii
- Begonia hitchcockii
- Begonia ludwigii
- Begonia peltatifolia
- Begonia samhaensis
- Begonia serotina
- Begonia triramosa
- Begonia tropaeolifolia
- Begonia valvata

##### Caricaceae
- Carica horovitziana
- Carica omnilingua

##### Cistaceae
- Helianthemum guerrae

##### Cochlospermaceae
- Cochlospermum tetraporum

##### Flacourtiaceae
- Banara ibaguensis
- Banara regia
- Banara riparia
- Banara wilsonii
- Casearia atlantica
- Casearia kaalaensis
- Casearia mexiae
- Chiangiodendron mexicanum
- Homalium betulifolium
- Homalium buxifolium
- Homalium hypolasium
- Homalium jainii
- Homalium juxtapositum
- Homalium mathieuanum
- Homalium polystachyum
- Homalium rubrocostatum
- Homalium spathulatum
- Hydnocarpus scortechinii
- Lasiochlamys hurlimannii
- Lunania dodecandra
- Lunania elongata
- Mayna pubescens
- Mayna suaveolens
- Xylosma inaequinervium
- Xylosma latifolium
- Xylosma obovatum

##### Loasaceae
- Nasa aequatoriana
- Nasa connectans
- Nasa peltata
- Nasa profundilobata

##### Passifloraceae
- Passiflora andina
- Passiflora anfracta
- Passiflora brachyantha
- Passiflora discophora
- Passiflora harlingii
- Passiflora linda
- Passiflora loxensis
- Passiflora luzmarina
- Passiflora montana
- Passiflora subpurpurea
- Passiflora zamorana

##### Turneraceae
- Turnera hindsiana

##### Violaceae
- Rinorea antioquiensis
- Rinorea bicornuta
- Rinorea cordata
- Rinorea deflexa
- Rinorea fausteana
- Rinorea haughtii
- Rinorea hymenosepala
- Rinorea laurifolia
- Rinorea villosiflora
- Viola cuicochensis